# Футбольная лига Восточной Шотландии
Лига Восточной Шотландии (англ. East of Scotland) — любительская футбольная лига для не профессиональных шотландских футбольных клубов. Является пятым и шестым дивизионом в системе футбольных лиг Шотландии. Она включает в себя в общей сложности 26 клубов. Премьер дивизион представляют 12 клубов, Первый дивизион — 14 команд. Лига разделена на два дивизиона. Высшим является Премьер дивизион, низшим — Первый дивизион. ежегодно последняя команда Премьер дивизиона опускается на уровень ниже, а на её место проходит команда, занявшая первое место в Первом дивизионе. В лиге играют клубы, базирующиеся в юго-восточной Шотландии. Это одна из трёх лиг, не входящих ни в Футбольную лигу Шотландии, ни в Шотландскую юношескую футбольную ассоциацию. Две другие лиги: Лига Хайленд и Соуз оф Скотланд. EoSFL является полноправным членом Шотландской футбольной ассоциации.

## Бывшие члены лиги
Харт (Шотландская Премьер-лига)

Хиберниан (Шотландская Премьер-лига)

Ливингстон (Первый дивизион шотландской Футбольной лиги)